# Pasaporte turco
El pasaporte turco (en turco: Türk pasaportu) se emite de conformidad con la Ley de Pasaportes (No. 5682) del 15 de julio de 1950a los ciudadanos turcos para viajar al extranjero. Los ciudadanos del estado de facto de la República Turca del Norte de Chipre también pueden solicitar un pasaporte turco.
Los pasaportes emitidos desde el 1 de junio de 2010 son biométricos y tienen una validez de hasta 10 años.

## Tipos

Pasaporte especial turco.

Pasaporte de servicio turco.

Pasaporte diplomático turco.

- Pasaporte ordinario (en turco: Umuma mahsus pasaport) Se expide a ciudadanos turcos que no califican para ninguno de los siguientes tipos de pasaporte.
- Pasaporte especial (en turco: Hususi pasaport) Permite al portador viajar sin visado a unos 67 países adicionales, incluidos, entre otros, la mayoría de países europeos, Costa de Marfil y Filipinas.[5] A diferencia del pasaporte normal, está exento de la tasa de pasaporte y solo está sujeto a la tasa del cuadernillo (501₺ (c. 25 €) a partir de 2023). Se expide a;[6]
  - Antiguos miembros de la Asamblea Nacional
  - Servidores públicos de primer, segundo o tercer grado.
  - Servidores públicos jubilados de primero, segundo o tercer grado.
  - Alcaldes no metropolitanos.
  - Académicos con al menos 15 años de experiencia.
  - El cónyuge de titulares de pasaportes especiales.
  - Hijos solteros y desempleados de titulares de pasaportes especiales que vivan con sus padres hasta que cumplan 25 años.
- Pasaporte de servicio (en turco: Hizmet pasaportu) Se expide a;[6]
  - Las personas que no califican para pasaportes especiales o diplomáticos, los cuales se les asigna viajar al extranjero con fines oficiales y/o relacionados con el gobierno.
  - Atletas nacionales.
  - Ciudadanos turcos que trabajan para organizaciones internacionales de las que Turquía es miembro.
  - Miembros del personal de la Media Luna Roja Turca.
  - Empleados de la Asociación Aeronáutica de Turquía.
  - Cónyuge de los titulares del pasaporte de servicio.
  - Hijos solteros y desempleados de titulares de pasaporte de servicio que vivan con sus padres, hasta que cumplan 25 años.
- Pasaporte diplomático (en turco: Diplomatik pasaport) Se expide a;
  - Miembros actuales y anteriores de la Asamblea Nacional, Ministros y vicepresidentes.
  - Los miembros del Tribunal Constitucional, los jueces titulares de los demás órganos judiciales y sus suplentes.
  - Jefe del Estado Mayor turco, sus adjuntos y generales y almirantes de cuatro estrellas.
  - Ex presidentes, primeros ministros y oradores.
  - Gobernadores provinciales y alcaldes metropolitanos.
  - Diplomáticos.
  - Negociadores que deben abordar cuestiones internacionales.
  - Cónyuge de los titulares de pasaportes diplomáticos. Sin embargo, este pasaporte sólo se puede utilizar cuando se acompaña al titular principal del pasaporte.
  - Hijos solteros y desempleados menores de 18 años de edad de titulares de pasaporte diplomático que vivan con sus padres. Sin embargo, este pasaporte sólo se puede utilizar cuando se acompaña al titular principal del pasaporte.

## Pasaportes biométricos
Los pasaportes biométricos turcos son compatibles con las nuevas normas de la OACI. Están disponibles desde el 1 de junio de 2010.Las citas para la solicitud de nuevos pasaportes se pueden reservar en línea a través del sitio web del gobierno, mientras que la presentación debe hacerse en persona.Luego, los pasaportes se envían por correo.
Los pasaportes biométricos tienen cubiertas de diferentes colores, ya que los pasaportes regulares son en color granate, mientras que los pasaportes diplomáticos son en negro. Todos ellos cumplen con las normas de la OACI.
En 2018 se empezaron a imprimir nuevos pasaportes biométricos, los cuales son compatibles con un posible acceso futuro a la exención de visados en el Área Schengen. Están fabricados con material de policarbonato.

## Tasas
El pasaporte turco es desde hace muchos años uno de los más caros del mundo. Como resultado de una demanda creciente, el coste de los pasaportes ordinarios se redujo casi a la mitad en junio de 2010. A pesar de la enorme reducción, el pasaporte turco sigue siendo uno de los más caros del mundo (después de los pasaportes de Liechtenstein (252 €)y australiano (204 €)). Luego, se modificó la ley de pasaportes para aumentar la validez máxima de un pasaporte de 5 a 10 años. Actualmente, un pasaporte de 10 años cuesta 5444,25 ₺ (191 €), incluida la tasa obligatoria del cuadernillo.Además de los elevados precios de los pasaportes, el Estado turco cobra 225 ₺ (aprox. 8 €)a los titulares de pasaportes turcos (excluyendo a la tripulación de barcos y aviones, a los que viven en el extranjero y a los que tienen doble ciudadanía) cada vez que salen de Turquía.

## Pasaportes múltiples
Las personas que tengan una justificación válida podrán tener más de una libreta de pasaporte. Esto se aplica generalmente a personas que viajan con frecuencia por negocios y que pueden necesitar una libreta de pasaporte para viajar mientras la otra persona espera una visa para otro país. Algunos países de mayoría musulmana, incluidos Siria, Líbano, Libia, Kuwait, Irán, Irak, Pakistán, Arabia Saudita, Sudán y Yemen, no expiden visados a los visitantes si sus pasaportes llevan un sello o un visado emitida por Israel, como consecuencia del Conflicto palestino-israelí. En ese caso, una persona puede solicitar un segundo pasaporte para evitar problemas a la hora de realizar el viaje. Se deben proporcionar los motivos y la documentación de respaldo. Un pasaporte deberá guardarse en una sede provincial del Ministerio del Interior, Registro Civil y Ciudadanía o en una misión diplomática a menos que esté esperando una visa para otro país.

## Pasaporte turco por inversión
Para poder solicitar la ciudadanía turca mediante el programa de inversión, se debe abrir una cuenta bancaria, depositar 500000 dólares estadounidenses o cualquier moneda extranjera equivalente, así como en liras turcas. Además, no se puede retirar esta cantidad durante tres años.Después de invertir 400000 dólares estadounidenses o más en propiedades turcas, se llevan a cabo todas las transacciones necesarias, como la compra de títulos de propiedad y los ingresos en efectivo.
Según la ley, la transferencia de propiedad se concluye después de que el funcionario firme las facturas y los registros.
En segundo lugar, los extranjeros deben solicitar un permiso de residencia. Aunque los solicitantes no tienen que residir en Turquía para obtener un pasaporte turco, sí deben tener un permiso de residencia, cuyos resultados se entregan el mismo día de la solicitud.
Después de recibir el permiso de residencia, el solicitante puede solicitar la ciudadanía. No requiere la realización de una entrevista ni estar presente en Turquía. Pueden permitir que otra persona o una empresa gestione su solicitud. Los documentos requeridos durante la solicitud a través del proceso de procuración son el título original o una copia oficial del título de propiedad con confirmación notarial.

## Mapa de requisitos de visa

Requisitos de visa para titulares de pasaportes ordinarios turcos
Republica de Turquía
Visa no requerida
Visa en camino
Visa electrónica
Visa disponible tanto a la llegada como en línea
Visa requerida

Requisitos de visa para titulares de pasaportes turcos especiales, de servicio y diplomáticos
Republica de Turquía
No se requiere visa para titulares de pasaportes especiales, de servicio y diplomáticos.
No se requiere visa para titulares de pasaportes diplomáticos
Visa requerida

A partir de 2024, los ciudadanos turcos tenían acceso sin visa o visa a la llegada a 118 países y territorios, lo que sitúa al pasaporte turco en el puesto 52 del mundo según el Índice de Pasaportes Henley.
Turquía es el único país candidato a la UE cuyos ciudadanos todavía necesitan visas para viajar a los países miembros de la Unión Europea. Sin embargo, la Unión Europea planea introducir la exención de visado para los ciudadanos turcos. Además, Estados Unidos incluye a Turquía como país aspirante a ser incluido en el Programa de Exención de Visa.